# Protictis
Protictis is een geslacht van uitgestorven roofdieren behorend tot de Viverravidae. Dit dier leefde tijdens het Paleoceen en Vroeg-Eoceen (63 tot 50 miljoen jaar geleden) in Noord-Amerika.

## Fossiele vondsten
Fossielen zijn gevonden in de Verenigde Staten en Canada en dateren met name uit de North American Land Mammal Ages Torrejonian en Tiffanian. Het holotype - delen van de onder- en bovenkaak - werd in 1882 beschreven door Edward Drinker Cope aan de hand van vondsten uit het San Juan-bekken in New Mexico en geclassificeerd als Didymictis haydenianus. William Diller Matthew beschreef in 1937 Protictis als ondergeslacht van Didymictis, waarna MacIntyre het in 1966 classificeerde als een zelfstandig geslacht. Protictis betekent 'vroege wezel' en is samengesteld uit proto en ictis.
Het San Juan-bekken is de voornaamste vindplaats van fossielen van Protictis. Naast P. haydenianus zijn ook de soorten P. simpsoni en P. minor beschreven op basis van vondsten uit dit bekken. Van P. simpsoni is een schedel gevonden, de oudste van een dier uit de Carnivoramorpha.
De andere beschreven soorten zijn P. agastor uit Cedar Point Quarry in Wyoming en P. paralus uit Judson in North Dakota. Fossiele vondsten die niet tot op soortniveau beschreven konden worden, zijn gevonden in Wannagan Creek in North Dakota, Montana, Utah en Alberta. Een vondst in de Willwood-formatie wordt ook aan Protictis toegeschreven.

## Kenmerken
Protictis was een mangoestachtig dier dat lichtgebouwd was. De verschillende soorten hadden een verschillend formaat. Van P. haydenianus zijn enkele delen van het skelet gevonden en deze soort was ongeveer 75 centimeter lang, vergelijkbaar met de verwant Didymictis en de moderne Aziatische civetkatten. De gevonden schedel van P. simpsoni wijst er op dat deze soort groter was dan P. haydenianus. P. minor daarentegen was kleiner dan P. haydenianus. De bouw van de poten wijst er op dat Protictis een goede klimmer was, maar dat het ook veel tijd doorbracht op de bosbodem. Bijzonder aan Protictis is dat dit roofdier ongeveer tweemaal zoveel tanden en kiezen had als de moderne roofdieren. Hoewel de voor carnivoren kenmerkende snijtanden al duidelijk ontwikkeld waren, wijzen de lange, scherpe tanden wijzen erop dat insecten een belangrijk bestanddeel vormden van het dieet van Protictis. Uit onderzoek naar de schedel blijkt dat zowel het gehoor als het zicht belangrijke zintuigen waren, maar de positie van de oogkassen laat zien dat het driedimensionale zicht nog niet zo goed was ontwikkeld als bij de huidige carnivoren.